# 箱梁橋

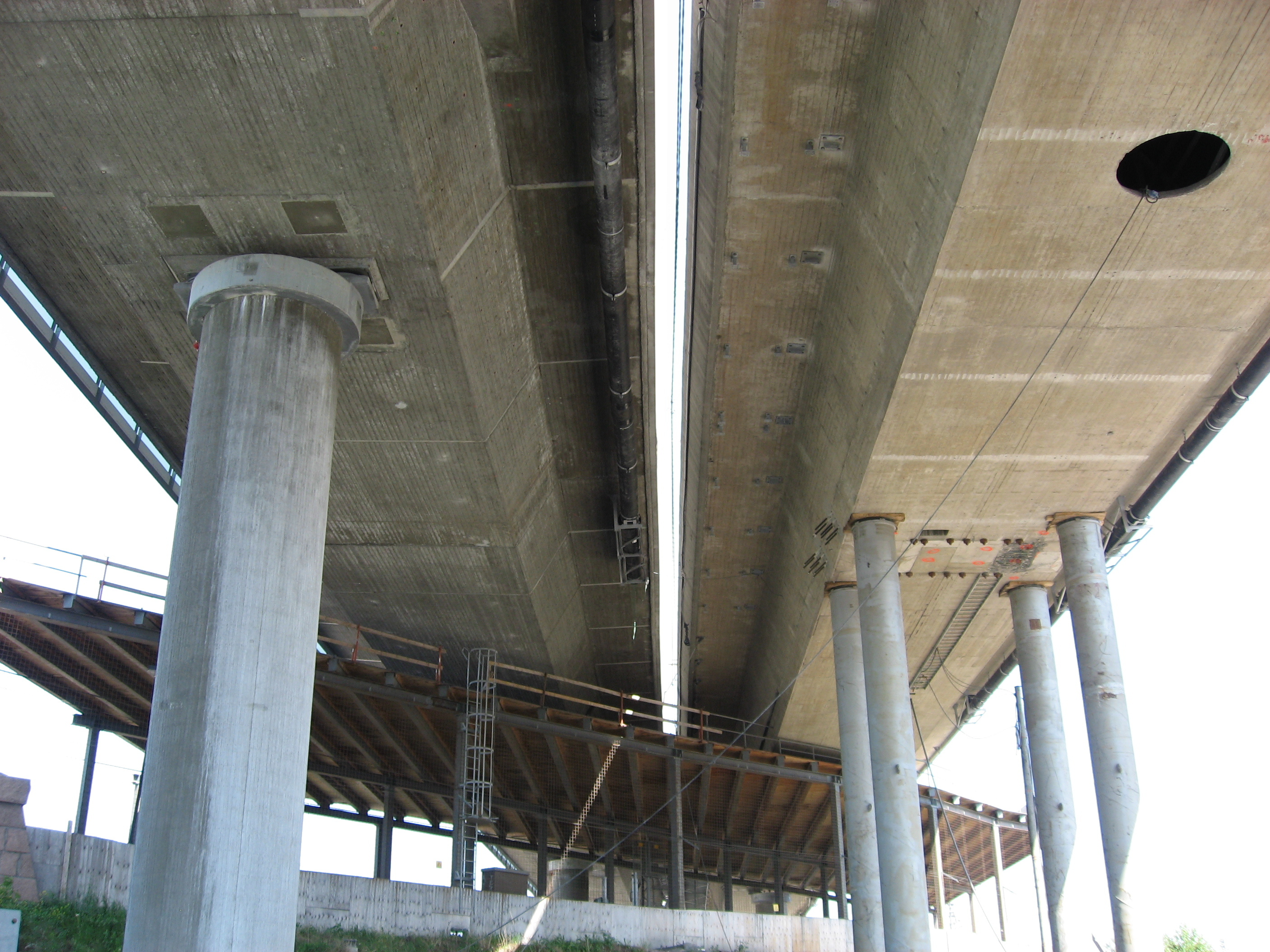
挪威德拉門橋的箱樑

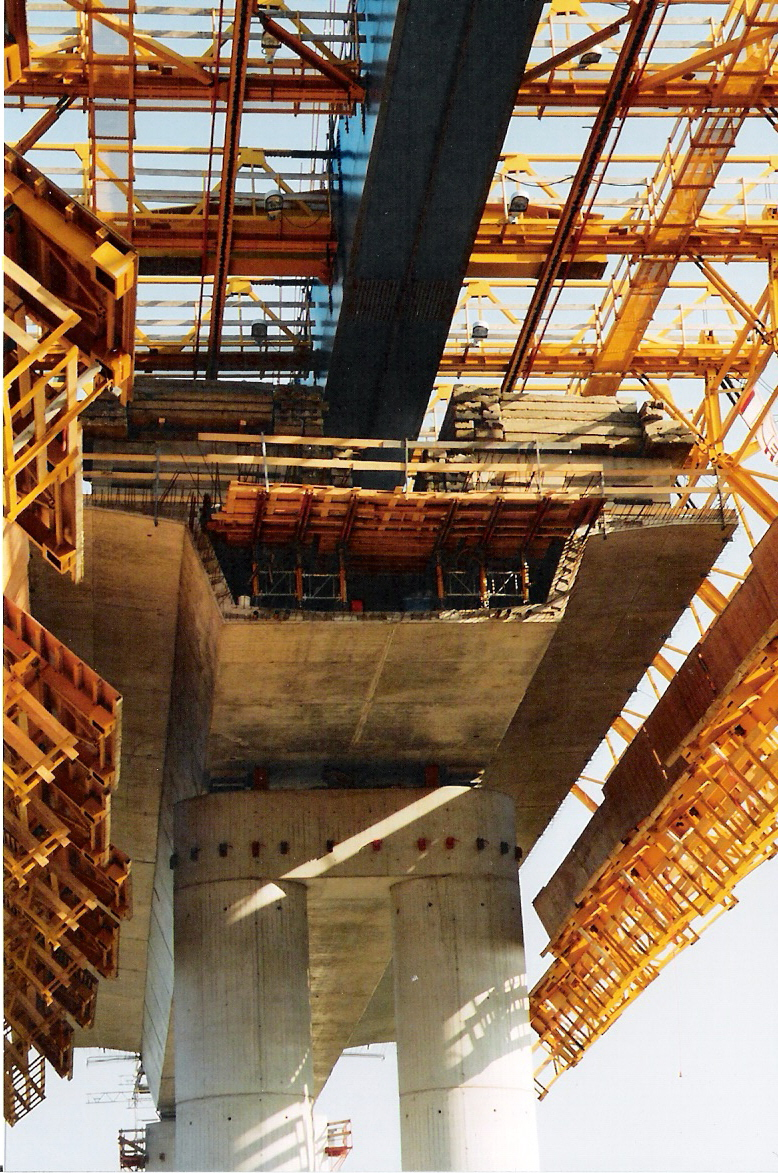
施工中的箱樑

箱梁桥（英語： 或 ），是指主梁由空心箱形状的梁（箱梁）组成的桥梁。箱梁通常由預力混凝土、结构钢或钢和钢筋混凝土的复合材料组成。箱体的横截面通常为矩形或梯形。箱梁桥通常用于公路的架空道路路段和輕軌運輸系統的高架路段以及斜拉橋和其他桥梁。